# Prêmios da Copa do Mundo FIFA
Ao final de cada Copa do Mundo FIFA, vários prêmios são atribuídos aos jogadores e equipes que mais se distinguiram dos outros, em diferentes aspectos do jogo.
Atualmente existem seis prêmios:
- A Chuteira de Ouro, (desde 1982 comercialmente chamada de "Chuteira de Ouro adidas") foi entregue pela primeira vez em 1930 para o artilheiro máximo da competição.;
- A Bola de Ouro (atualmente comercialmente chamada de "Bola de Ouro adidas") para o melhor jogador;
- A Luva de Ouro ao melhor goleiro (concedido de 1994 a 2006 como Troféu Lev Yashin);
- O Prêmio Fair Play da FIFA ao time com a melhor representação do jogo limpo (concedido desde 1978);
- O prêmio de Seleção Mais Divertida ao time que tenha mais empolgado ao público durante as finais da Copa, determinado a partir de uma pesquisa com o público em geral, concedido de 1994 a 2006;
- O prêmio de Melhor Jogador Jovem (atualmente comercialmente chamado de "Melhor Jogador Jovem Gillette") ao melhor jogador com menos de 21 anos de idade ao início do ano de disputa da Copa, concedido desde 2006;
- Um Time das Estrelas (atualmente comercialmente chamado de "Time das Estrelas Mastercard") composto pelos melhores jogadores do torneio, também é anunciado desde 1990.

## Chuteira de Ouro
A Chuteira de Ouro é dada ao artilheiro da edição da Copa do Mundo. O prêmio foi introduzido pela primeira vez na Copa do Mundo de 1982.
| Copa do Mundo           | Chuteira de Ouro                                                             | Gols | Chuteira de Prata                              | Gols | Chuteira de Bronze | Gols |
| ----------------------- | ---------------------------------------------------------------------------- | ---- | ---------------------------------------------- | ---- | --- | ---- |
| Uruguai 1930            | Guillermo Stábile                                                            | 8    | Pedro Cea                                      | 5    | Bert Patenaude | 4    |
| Itália 1934             | Oldřich Nejedlý                                                              | 5    | Edmund Conen Angelo Schiavio                   | 4    | Leopold Kielholz Raimundo Orsi                                                                                              | 3    |
| França 1938             | Leônidas                                                                     | 7    | György Sárosi Gyula Zsengellér Silvio Piola    | 5    | Ernest Wilimowski Gino Colaussi                                                                                             | 4    |
| Brasil 1950             | Ademir                                                                       | 8    | Óscar Míguez                                   | 5    | Alcides Ghiggia Chico Estanislao Basora Telmo Zarra                                                                         | 4    |
| Suíça 1954              | Sándor Kocsis                                                                | 11   | Josef Hügi Max Morlock Erich Probst            | 6    | Ferenc Puskás Helmut Rahn Robert Ballaman Nándor Hidegkuti Hans Schäfer Ottmar Walter Carlos Borges                         | 4    |
| Suécia 1958             | Just Fontaine                                                                | 13   | Pelé Helmut Rahn                               | 6    | Vavá Peter McParland | 5    |
| Chile 1962              | Flórián Albert Valentin Ivanov Garrincha Vavá Dražan Jerković Leonel Sánchez | 4    | Amarildo Lajos Tichy Milan Galić Adolf Scherer | 3    | Giacomo Bulgarelli Igor Chislenko José Sasía Viktor Ponedelnik Uwe Seeler Ron Flowers Jorge Toro Jaime Ramírez Eladio Rojas | 2    |
| Inglaterra 1966         | Eusébio                                                                      | 9    | Helmut Haller                                  | 6    | Valeriy Porkujan Geoff Hurst Ferenc Bene Franz Beckenbauer                                                                  | 4    |
| México 1970             | Gerd Müller                                                                  | 10   | Jairzinho                                      | 7    | Teófilo Cubillas | 5    |
| Alemanha Ocidental 1974 | Grzegorz Lato                                                                | 7    | Andrzej Szarmach Johan Neeskens                | 5    | Ralf Edström Gerd Müller Johnny Rep                                                                                         | 4    |
| Argentina 1978          | Mario Kempes                                                                 | 6    | Teófilo Cubillas Rob Rensenbrink               | 5    | Leopoldo Luque Hans Krankl                                                                                                  | 4    |

| Copa do Mundo            | Chuteira de Ouro              | Gols | Chuteira de Prata                                        | Gols | Chuteira de Bronze                                                   | Gols |
| ------------------------ | ----------------------------- | ---- | -------------------------------------------------------- | ---- | -------------------------------------------------------------------- | ---- |
| Espanha 1982             | Paolo Rossi                   | 6    | Karl-Heinz Rummenigge                                    | 5    | Zico Zbigniew Boniek                                                 | 4    |
| México 1986              | Gary Lineker                  | 6    | Emilio Butragueño Careca Diego Maradona                  | 5    | Igor Belanov Preben Elkjær Larsen Alessandro Altobelli Jorge Valdano | 4    |
| Itália 1990              | Salvatore Schillaci           | 6    | Tomáš Skuhravý                                           | 5    | Roger Milla Míchel Lothar Matthäus Gary Lineker                      | 4    |
| Estados Unidos 1994      | Oleg Salenko Hristo Stoichkov | 6    | Jürgen Klinsmann Kennet Andersson Roberto Baggio Romário | 5    | Gabriel Batistuta Florin Răducioiu Martin Dahlin                     | 4    |
| França 1998              | Davor Šuker                   | 6    | Gabriel Batistuta Christian Vieri                        | 5    | Luis Hernández Marcelo Salas Ronaldo                                 | 4    |
| Coreia do Sul/Japão 2002 | Ronaldo                       | 8    | Miroslav Klose Rivaldo                                   | 5    | Jon Dahl Tomasson Christian Vieri                                    | 4    |
| Alemanha 2006            | Miroslav Klose                | 5    | Hernán Crespo                                            | 3    | Ronaldo                                                              | 3    |
| África do Sul 2010       | Thomas Müller                 | 5    | David Villa                                              | 5    | Wesley Sneijder                                                      | 5    |
| Brasil 2014              | James Rodríguez               | 6    | Thomas Müller                                            | 5    | Neymar                                                               | 4    |
| Rússia 2018              | Harry Kane                    | 6    | Antoine Griezmann Cristiano Ronaldo                      | 4    | Romelu Lukaku                                                        | 4    |
| Catar 2022               | Kylian Mbappé                 | 8    | Lionel Messi                                             | 7    | Olivier Giroud                                                       | 4    |

## Bola de Ouro
A Bola de Ouro é dado ao melhor jogador do mundial segundo a FIFA. Um comitê da Federação faz uma lista de jogadores e representantes da imprensa votam no vencedor.
O prêmio atual foi apresentado pela primeira vez na Copa do Mundo da FIFA de 1982, patrocinado pela Adidas e pela France Football, embora o fifa.com também liste em seus artigos de jogadores como "vencedores da bola de ouro" Kempes, Cruyff, Pelé, Bobby Charlton, Garrincha e Didi em 1978, 1974, 1970, 1966, 1962 e 1958, respectivamente. O Barcelona é o único clube cujos jogadores venceram a Bola de Ouro três vezes (Johan Cruyff em 1974, Romário em 1994, Lionel Messi em 2014), curiosamente sempre com uma diferença de 20 anos entre eles.
| Copa do Mundo            | Bola de Ouro        | Bola de Prata           | Bola de Bronze        |
| ------------------------ | ------------------- | ----------------------- | --------------------- |
| Uruguai 1930             | José Nasazzi        | Guillermo Stábile       | José Leandro Andrade  |
| Itália 1934              | Giuseppe Meazza     | Matthias Sindelar       | Oldřich Nejedlý       |
| França 1938              | Leônidas            | Silvio Piola            | György Sárosi         |
| Brasil 1950              | Zizinho             | Juan Alberto Schiaffino | Ademir                |
| Suíça 1954               | Ferenc Puskás       | Sándor Kocsis           | Fritz Walter          |
| Suécia 1958              | Didi                | Pelé                    | Just Fontaine         |
| Chile 1962               | Garrincha           | Josef Masopust          | Leonel Sánchez        |
| Inglaterra 1966          | Bobby Charlton      | Bobby Moore             | Eusébio               |
| México 1970              | Pelé                | Gérson                  | Gerd Müller           |
| Alemanha Ocidental 1974  | Johan Cruyff        | Franz Beckenbauer       | Kazimierz Deyna       |
| Argentina 1978           | Mario Kempes        | Paolo Rossi             | Dirceu                |
| Espanha 1982             | Paolo Rossi         | Falcão                  | Karl-Heinz Rummenigge |
| México 1986              | Diego Maradona      | Harald Schumacher       | Preben Elkjær Larsen  |
| Itália 1990              | Salvatore Schillaci | Lothar Matthäus         | Diego Maradona        |
| Estados Unidos 1994      | Romário             | Roberto Baggio          | Hristo Stoichkov      |
| França 1998              | Ronaldo             | Davor Šuker             | Lilian Thuram         |
| Coreia do Sul/Japão 2002 | Oliver Kahn         | Ronaldo                 | Hong Myung-bo         |
| Alemanha 2006            | Zinédine Zidane     | Fabio Cannavaro         | Andrea Pirlo          |
| África do Sul 2010       | Diego Forlán        | Wesley Sneijder         | David Villa           |
| Brasil 2014              | Lionel Messi        | Thomas Müller           | Arjen Robben          |
| Rússia 2018              | Luka Modrić         | Eden Hazard             | Antoine Griezmann     |
| Catar 2022               | Lionel Messi        | Kylian Mbappé           | Luka Modrić           |

Estatística por país
| #  | Nação                         | O | P | B | Total |
| -- | ----------------------------- | - | - | - | ----- |
| 1  | Brasil                        | 7 | 4 | 2 | 13    |
| 2  | Argentina                     | 4 | 1 | 1 | 6     |
| 3  | Itália                        | 3 | 4 | 1 | 8     |
| 4  | Uruguai                       | 2 | 1 | 1 | 4     |
| 5  | Alemanha Ocidental / Alemanha | 1 | 4 | 3 | 8     |
| 6  | França                        | 1 | 1 | 3 | 5     |
| 7  | Hungria                       | 1 | 1 | 1 | 3     |
| 7  | Países Baixos                 | 1 | 1 | 1 | 3     |
| 7  | Croácia                       | 1 | 1 | 1 | 3     |
| 10 | Inglaterra                    | 1 | 1 | 0 | 2     |
| 11 | Checoslováquia                | 0 | 1 | 1 | 2     |
| 12 | Áustria                       | 0 | 1 | 0 | 1     |
| 12 | Bélgica                       | 0 | 1 | 0 | 1     |
| 14 | Bulgária                      | 0 | 0 | 1 | 1     |
| 14 | Chile                         | 0 | 0 | 1 | 1     |
| 14 | Dinamarca                     | 0 | 0 | 1 | 1     |
| 14 | Polónia                       | 0 | 0 | 1 | 1     |
| 14 | Portugal                      | 0 | 0 | 1 | 1     |
| 14 | Coreia do Sul                 | 0 | 0 | 1 | 1     |
| 14 | Espanha                       | 0 | 0 | 1 | 1     |

## Luva de Ouro
O Prêmio Luva de Ouro é concedido ao melhor goleiro do torneio. Antes de 2010, o prêmio foi nomeado o Prêmio Yashin, em homenagem ao falecido goleiro Soviético Lev Yashin. O Grupo de Estudos Técnicos da FIFA reconhece o melhor goleiro do torneio com base no desempenho do jogador durante toda a competição final. Embora os goleiros têm esse prêmio específico para a sua posição, eles ainda são elegíveis para a Bola de Ouro, bem como, como quando Oliver Kahn foi concedido em 2002. Embora o Prêmio Luva de Ouro foi concedido pela primeira vez em 1994, todos os goleiros das equipes de estrelas em Copas do Mundo são considerados o melhores goleiros das respectivas copas.
| Copa do Mundo           | Goleiro do Time das Estrelas |
| ----------------------- | ---------------------------- |
| Uruguai 1930            | Enrique Ballesteros          |
| Itália 1934             | Ricardo Zamora               |
| França 1938             | František Plánička           |
| Brasil 1950             | Roque Máspoli                |
| Suíça 1954              | Gyula Grosics                |
| Suécia 1958             | Harry Gregg                  |
| Chile 1962              | Viliam Schrojf               |
| Inglaterra 1966         | Gordon Banks                 |
| México 1970             | Ladislao Mazurkiewicz        |
| Alemanha Ocidental 1974 | Sepp Maier                   |
| Argentina 1978          | Ubaldo Fillol                |
| Espanha 1982            | Dino Zoff                    |
| México 1986             | Harald Schumacher            |
| Itália 1990             | Sergio Goycochea             |

O Prêmio Yashin foi concedido pela primeira vez em 1994.
| Copa do Mundo              | Ganhador Prêmio Yashin |
| -------------------------- | ---------------------- |
| Estados Unidos 1994        | Michel Preud'homme     |
| França 1998                | Fabien Barthez         |
| Coreia do Sul / Japão 2002 | Oliver Kahn            |
| Alemanha 2006              | Gianluigi Buffon       |

O prêmio foi rebatizado a prêmio Luva de Ouro em 2010.
| Copa do Mundo      | Ganhanador da Luva de Ouro |
| ------------------ | -------------------------- |
| África do Sul 2010 | Iker Casillas              |
| Brasil 2014        | Manuel Neuer               |
| Rússia 2018        | Thibaut Courtois           |
| Catar 2022         | Emiliano Martínez          |

## Troféu Fair Play da FIFA
O Troféu de Fair Play da FIFA é concedido à equipe menos faltosa da competição durante a Copa do Mundo. Apenas times que se classificam para a segunda fase podem levar o prêmio. Os vencedores deste prêmio recebem o Troféu de Fair Play da FIFA, um diploma, uma medalha para cada jogador e representante da comissão técnica, e 50 000 dólares para serem usados em equipamentos de futebol para as categorias de base.
| Copa do Mundo              | Seleção Ganhadora   |
| -------------------------- | ------------------- |
| México 1970                | Peru                |
| Argentina 1978             | Argentina           |
| Espanha 1982               | Brasil              |
| México 1986                | Brasil              |
| Itália 1990                | Inglaterra          |
| Estados Unidos 1994        | Brasil              |
| França 1998                | Inglaterra · França |
| Coreia do Sul / Japão 2002 | Bélgica             |
| Alemanha 2006              | Brasil · Espanha    |
| África do Sul 2010         | Espanha             |
| Brasil 2014                | Colômbia            |
| Rússia 2018                | Espanha             |
| Catar 2022                 | Inglaterra          |

## Seleção mais empolgante
O Prêmio da FIFA para a Seleção Mais Empolgante é um dos mais recentes galardões da Copa do Mundo FIFA. É um prêmio subjetivo para o time que conseguiu entreter o público com uma aproximação positiva ao jogo. Os vencedores são sempre escolhidos através de pesquisas de opinião. Os prêmios mais recentes foram determinados a partir de votação na internet.
| Copa do Mundo              | Time Vencedor |
| -------------------------- | ------------- |
| Estados Unidos 1994        | Brasil        |
| França 1998                | França        |
| Coreia do Sul / Japão 2002 | Coreia do Sul |
| Alemanha 2006              | Portugal      |

## Melhor jogador jovem
O prêmio ao Melhor Jogador Jovem foi entregue pela primeira vez na Copa do Mundo FIFA de 2006 na Alemanha a Lukas Podolski. O prêmio é concedido ao melhor jogador do torneio que tiver no máximo 21 anos de idade. No caso da Copa de 2006 isso quer dizer que o jogador tem que ter nascido em 1 de janeiro de 1985 ou depois.
| Copa do Mundo      | Melhor Jogador Jovem | Idade |
| ------------------ | -------------------- | ----- |
| Alemanha 2006      | Lukas Podolski       | 21    |
| África do Sul 2010 | Thomas Müller        | 20    |
| Brasil 2014        | Paul Pogba           | 21    |
| Rússia 2018        | Kylian Mbappé        | 19    |
| Catar 2022         | Enzo Fernández       | 21    |

Precedendo a entrega de 2006, a FIFA fez uma enquete por seu site para premiar retroativamente os melhores de todos os torneios desde 1958, com Pelé no mundial da Suécia sendo o mais votado, seguido do peruano Teófilo Cubillas em 1970 e o inglês Michael Owen em 1998.
| Mundial                  | Melhor jogador    | Idade |
| ------------------------ | ----------------- | ----- |
| 1930 Uruguai             | Bert Partenaude   | 20    |
| 1934 Itália              | Edmund Conen      | 19    |
| 1938 França              | Alfred Bickel     | 20    |
| 1950 Brasil              | Karl Palmér       | 21    |
| 1954 Suíça               | Miloš Milutinović | 21    |
| 1958 Suécia              | Pelé              | 17    |
| 1962 Chile               | Florian Albert    | 20    |
| 1966 Inglaterra          | Franz Beckenbauer | 20    |
| 1970 México              | Teofilo Cubillas  | 21    |
| 1974 Alemanha Ocidental  | Władysław Żmuda   | 20    |
| 1978 Argentina           | Antonio Cabrini   | 20    |
| 1982 Espanha             | Manuel Amoros     | 21    |
| 1986 México              | Enzo Scifo        | 20    |
| 1990 Itália              | Robert Prosinečki | 21    |
| 1994 EUA                 | Marc Overmars     | 21    |
| 1998 França              | Michael Owen      | 18    |
| 2002 Coreia do Sul/Japão | Landon Donovan    | 20    |

## Man of The Match
O prêmio Man of the Match escolhe o melhor jogador de cada jogo do torneio desde 2002. Enquanto as duas edições inaugurais foram escolhidas por um juri técnico, o Man of the Match é desde 2010 escolhido por uma pesquisa on-line no site da FIFA.
Jogador com Mais Prêmios por Edição
| Copa do Mundo            | Jogador           | Prêmios |
| ------------------------ | ----------------- | ------- |
| Coreia do Sul/Japão 2002 | Rivaldo           | 3       |
| Alemanha 2006            | Andrea Pirlo      | 3       |
| África do Sul 2010       | Wesley Sneijder   | 4       |
| Brasil 2014              | Lionel Messi      | 4       |
| Russia 2018              | Antoine Griezmann | 3       |
| Catar 2022               | Lionel Messi      | 5       |

Jogadores com mais prêmios no total
| Rank | Jogador           | País          | Prêmios | Copas Disputadas             |
| ---- | ----------------- | ------------- | ------- | ---------------------------- |
| 1    | Lionel Messi      | Argentina     | 11      | 2006, 2010, 2014, 2018, 2022 |
| 2    | Arjen Robben      | Países Baixos | 6       | 2006, 2010, 2014             |
| 2    | Cristiano Ronaldo | Portugal      | 6       | 2010, 2014, 2018, 2022       |
| 4    | Luis Suárez       | Uruguai       | 5       | 2010, 2014, 2018             |
| 5    | Eden Hazard       | Bélgica       | 4       | 2014, 2018, 2022             |
| 5    | Keisuke Honda     | Japão         | 4       | 2010, 2014                   |
| 5    | James Rodríguez   | Colômbia      | 4       | 2014, 2018                   |
| 5    | Miroslav Klose    | Alemanha      | 4       | 2002, 2006, 2014             |
| 5    | Park Ji-sung      | Coreia do Sul | 4       | 2002, 2006, 2010             |
| 5    | Thomas Müller     | Alemanha      | 4       | 2010, 2014                   |
| 5    | Wesley Sneijder   | Países Baixos | 4       | 2010                         |

Por País
| Rank | País           | MoM | Jogadores |
| ---- | -------------- | --- | --------- |
| 1    | Brasil         | 22  | 14        |
| 1    | Alemanha       | 22  | 12        |
| 3    | França         | 17  | 11        |
| 4    | Espanha        | 16  | 10        |
| 5    | Argentina      | 15  | 8         |
| 6    | Inglaterra     | 14  | 12        |
| 7    | México         | 12  | 10        |
| 7    | Países Baixos  | 12  | 3         |
| 9    | Coreia do Sul  | 11  | 7         |
| 9    | Portugal       | 11  | 6         |
| 9    | Estados Unidos | 11  | 7         |

## Time/Equipa das estrelas
O Time das Estrelas, atualmente chamado pelo nome comercial de Time das Estrelas Mastercard ou ainda Seleção do Campeonato, é um time composto pelos melhores 23 jogadores, escolhidos pelo grupo de estudos técnicos da FIFA. Na tabela a seguir, os vencedores.
| Copa do mundo           | Goleiros                                            | Zagueiros                                                                                               | Meio - campistas                                                                                                | Atacantes                                                                      |
| ----------------------- | --------------------------------------------------- | --- | --- | ------------------------------------------------------------------------------ |
| 1930 Uruguai            | Enrique Ballesteros                                 | José Nasazzi Milutin Ivković                                                                            | Luis Monti Álvaro Gestido José Leandro Andrade Fausto                                                           | Pedro Cea Héctor Castro Héctor Scarone Guillermo Stábile Bert Patenaude        |
| 1934 Itália             | Ricardo Zamora                                      | Jacinto Quincoces Eraldo Monzeglio                                                                      | Luis Monti Attilio Ferraris Leonardo Cilaurren                                                                  | Giuseppe Meazza Raimundo Orsi Enrique Guaita Matthias Sindelar Oldřich Nejedlý |
| 1938 França             | František Plánička                                  | Pietro Rava Alfredo Foni Domingos da Guia                                                               | Michele Andreolo Ugo Locatelli                                                                                  | Silvio Piola Gino Colaussi György Sárosi Gyula Zsengellér Leônidas             |
| 1950 Brasil             | Roque Máspoli                                       | Erik Nilsson José Parra Víctor Rodríguez Andrade                                                        | Obdulio Varela Bauer                                                                                            | Alcides Ghiggia Zizinho Ademir Jair Juan Alberto Schiaffino                    |
| 1954 Suíça              | Gyula Grosics                                       | Ernst Ocwirk Djalma Santos José Santamaría                                                              | Fritz Walter József Bozsik                                                                                      | Helmut Rahn Nándor Hidegkuti Ferenc Puskás Sándor Kocsis Zoltan Czibor Julinho |
| 1958 Suécia             | Harry Gregg                                         | Djalma Santos Bellini Nílton Santos                                                                     | Danny Blanchflower Didi                                                                                         | Pelé Garrincha Just Fontaine Raymond Kopa Gunnar Gren                          |
| 1962 Chile              | Viliam Schrojf                                      | Djalma Santos Cesare Maldini Nilton Santos Karl-Heinz Schnellinger                                      | Didi Zagallo Zito Josef Masopust                                                                                | Vavá Garrincha Amarildo Leonel Sánchez                                         |
| 1966 Inglaterra         | Lev Yashin Gordon Banks                             | George Cohen Bobby Moore Vicente Silvio Marzolini                                                       | Franz Beckenbauer Coluna Bobby Charlton                                                                         | Florian Albert Uwe Seeler Eusébio                                              |
| 1970 México             | Ladislao Mazurkiewicz                               | Carlos Alberto Piazza Franz Beckenbauer Giacinto Facchetti                                              | Gérson Roberto Rivellino Bobby Charlton                                                                         | Pelé Gerd Müller Jairzinho                                                     |
| 1974 Alemanha Ocidental | Sepp Maier                                          | Berti Vogts Ruud Krol Franz Beckenbauer Paul Breitner Elías Figueroa                                    | Wolfgang Overath Kazimierz Deyna Johan Neeskens                                                                 | Rob Rensenbrink Johan Cruijff Grzegorz Lato                                    |
| 1978 Argentina          | Ubaldo Fillol                                       | Berti Vogts Ruud Krol Daniel Passarella Alberto Tarantini                                               | Dirceu Teofilo Cubillas Rob Rensenbrink                                                                         | Roberto Bettega Paolo Rossi Mario Kempes                                       |
| 1982 Espanha            | Dino Zoff                                           | Luizinho Júnior Claudio Gentile Fulvio Collovati                                                        | Zbigniew Boniek Falcão Michel Platini Zico                                                                      | Paolo Rossi Karl-Heinz Rummenigge                                              |
| 1986 México             | Harald Schumacher                                   | Josimar Manuel Amoros Júlio César                                                                       | Jan Ceulemans Jean Tigana Michel Platini Diego Maradona                                                         | Preben Elkjær Larsen Emilio Butragueño Gary Lineker                            |
| 1990 Itália             | Sergio Goycochea                                    | Andreas Brehme Paolo Maldini Franco Baresi                                                              | Diego Maradona Lothar Matthäus Dragan Stojkovic Paul Gascoigne                                                  | Salvatore Schillaci Roger Milla Jürgen Klinsmann                               |
| 1994 EUA                | Michel Preud'homme                                  | Jorginho Márcio Santos Paolo Maldini                                                                    | Dunga Krasimir Balakov Gheorghe Hagi Tomas Brolin                                                               | Romário Hristo Stoichkov Roberto Baggio                                        |
| 1998 França             | José Luis Chilavert Cláudio Taffarel Fabien Barthez | Roberto Carlos Marcel Desailly Lilian Thuram Frank de Boer Carlos Gamarra                               | Dunga Rivaldo Michael Laudrup Zinedine Zidane Edgar Davids David Beckham                                        | Ronaldo Nazário Davor Šuker Brian Laudrup Dennis Bergkamp                      |
| 2002 Coreia-Japão       | Oliver Kahn Marcos                                  | Roberto Carlos Sol Campbell Fernando Hierro Hong Myung-Bo Alpay Özalan                                  | Rivaldo Ronaldinho Michael Ballack Claudio Reyna Yoo Sang-Chul                                                  | Ronaldo Miroslav Klose El Hadji Diouf Hasan Şaş                                |
| 2006 Alemanha           | Gianluigi Buffon Jens Lehmann Ricardo Pereira       | Roberto Ayala John Terry Lilian Thuram Philipp Lahm Fabio Cannavaro Gianluca Zambrotta Ricardo Carvalho | Zé Roberto Patrick Vieira Zinédine Zidane Michael Ballack Andrea Pirlo Gennaro Gattuso Luís Figo Maniche        | Hernán Crespo Thierry Henry Miroslav Klose Francesco Totti Luca Toni           |
| 2010 África do Sul      | Iker Casillas                                       | Maicon Philipp Lahm Carles Puyol Sergio Ramos                                                           | Bastian Schweinsteiger Wesley Sneijder Andrés Iniesta Xavi                                                      | David Villa Diego Forlán                                                       |
| 2014 Brasil             | Manuel Neuer                                        | David Luiz Stefan de Vrij Mats Hummels Thiago Silva Marcelo Marcos Rojo                                 | Ángel Di María James Rodríguez Toni Kroos Oscar Philipp Lahm                                                    | Lionel Messi Thomas Müller Neymar Arjen Robben                                 |
| 2018 Russia             | Thibaut Courtois                                    | Andreas Granqvist Marcelo Raphaël Varane Thiago Silva Yerry Mina Diego Godín                            | Denis Cheryshev Philippe Coutinho Luka Modrić Kevin De Bruyne                                                   | Harry Kane Antoine Griezmann Eden Hazard Kylian Mbappé Cristiano Ronaldo       |
| 2022 Catar              | Emiliano Martinez Dominik Livaković                 | Joško Gvardiol Achraf Hakimi Theo Hernández Nicolás Otamendi Romain Saïss Harry Maguire                 | Sofyan Amrabat Antoine Griezmann Alexis Mac Allister Jude Bellinghan Enzo Fernández Luka Modrić Bruno Fernandes | Lionel Messi Kylian Mbappé Julián Alvarez Olivier Giroud                       |

## Goal of the Tournament
| Copa do Mundo      | Jogador         | Equipe Adversária | Placar do Gol | Resultado Final | Fase                      | Ref.   |
| ------------------ | --------------- | ----------------- | ------------- | --------------- | ------------------------- | ------ |
| Alemanha 2006      | Maxi Rodríguez  | México            | 2‒1           | 2‒1             | Oitavas de Final          | [ 15 ] |
| África do Sul 2010 | Diego Forlán    | Alemanha          | 2‒1           | 2‒3             | Disputa de Terceiro Lugar | [ 15 ] |
| Brasil 2014        | James Rodríguez | Uruguai           | 1‒0           | 2‒0             | Oitavas de Final          | [ 15 ] |
| Russia 2018        | Benjamin Pavard | Argentina         | 2‒2           | 4‒3             | Oitavas de Final          | [ 15 ] |
| Catar 2022         | Richarlison     | Sérvia            | 2‒0           | 2‒0             | Fase de Grupos            |        |

- (1) O primeiro número representa a quantidade de gols marcada pela equipe do jogador, e o segundo os da equipe adversária.